# Tuberaphis viscisucta
Tuberaphis viscisucta är en insektsart. Tuberaphis viscisucta ingår i släktet Tuberaphis och familjen långrörsbladlöss. Inga underarter finns listade i Catalogue of Life.